# Alibaba (tập đoàn)
Công ty Hữu hạn Cổ phần Tập đoàn Alibaba (tiếng Trung: 阿里巴巴集团控股有限公司) là một tập đoàn thương mại điện tử cung cấp dịch vụ bán hàng giữa người tiêu dùng với người tiêu dùng, doanh nghiệp tới người tiêu dùng và doanh nghiệp với doanh nghiệp dịch vụ bán hàng thông qua cổng thông tin điện tử. Tập đoàn cũng cung cấp dịch vụ thanh toán điện tử, công cụ tìm kiếm mua sắm và dịch vụ điện toán đám mây được Jack Ma thành lập vào năm 1999, có trụ sở đặt tại Hàng Châu, Chiết Giang, Trung Quốc.

## Lịch sử
Năm 1999, Jack Ma cùng 17 người khác đã lên kế hoạch thành lập Alibaba. Họ thành lập trang web Alibaba.com, một cổng thông tin doanh nghiệp với doanh nghiệp để kết nối các nhà sản xuất Trung Quốc với người mua ở nước ngoài. Năm 2002, công ty này bắt đầu có lợi nhuận lần đầu tiên.
Website tiếng Anh alibaba.com chuyên về thương mại B2B, đặc biệt cho các khách mua quốc tế muốn giao thương với các khách bán Trung Quốc. Từ năm 2010, Alibaba.com bắt đầu mở rộng hoạt động kinh doanh ra toàn cầu bằng việc cho phép các doanh nghiệp nước ngoài có thể khai thác và sử dụng như doanh nghiệp Trung Quốc. Alibaba.com là một website dạng định hướng tìm kiếm như Google nhưng chuyên về mua bán xuất nhập khẩu (Tức là nếu cần nhập bất kỳ sản phẩm nào, chỉ cần dùng từ khóa vào mục tìm kiếm trên web thì người dùng sẽ có được những thông tin chuyên ngành về sản phẩm và nhà cung cấp). Website tiếng Trung Quốc chinese.alibaba.com tập trung vào thị trường B2B nội trong Trung Quốc và www.taobao.com là một site thương mại C2C cho các khách hàng Trung Quốc.
Ngày 11 tháng 8 năm 2005, Alibaba và Yahoo! tuyên bố một thỏa thuận về việc thành lập một đối tác chiến lược lâu dài tại Trung Quốc. Theo đó, Yahoo! sẽ đóng góp phần thương mại của Yahoo! Trung Quốc cho Alibaba và hai bên sẽ làm việc cùng nhau như các đối tác độc quyền để thúc đẩy chi nhánh Yahoo! ở Trung Quốc. Thêm vào đó, Yahoo! sẽ đầu tư 1 tỉ USD mua cổ phần của Alibaba, tương đương khoảng 40% cổ phần với 35% quyền biểu quyết, khiến cho Yahoo! trở thành nhà đầu tư chiến lược lớn nhất của Alibaba. Năm 2012, Alibaba chi 7 tỉ USD mua lại 20% cổ phần của Yahoo.
Tính đến tháng 1 năm 2007, Alibaba Group gồm có 5 công ty:
1. Alibaba.com: Website thương mại quốc tế phục vụ các doanh nghiệp vừa và nhỏ
2. Đào Bảo - Đối thủ chính của eBay ở Trung Quốc về đấu giá trực tuyến. Hiện tại Đào Bảo đã có trên 65% thị trường đấu giá
3. Yahoo! Trung Quốc - Dịch vụ tìm kiếm trực tuyến của Trung Quốc
4. Chi Phó Bảo – Đối thủ chính của PayPal về thanh toán trực tuyến ở Trung Quốc
5. Phần mềm A Lý - Hoạt động từ tháng 1 năm 2007, Alisoft cung cấp các dịch vụ web cho thị trường các doanh nghiệp vừa và nhỏ

Alibaba.com cũng là một trang web đối tác GlobalTrade.net cùng với Bộ Thương mại Hoa Kỳ 
Trong năm 2012, hai trong số các cổng thông tin của Alibaba xử lý 1,1 nghìn tỷ nhân dân tệ (170 tỷ USD) doanh số bán hàng. Công ty chủ yếu hoạt động ở Cộng hòa Nhân dân Trung Hoa.
Ngày 19 tháng 9 năm 2014, tập đoàn Alibaba chính thức phát hành cổ phiếu lần đầu tài Sở giao dịch chứng khoán New York với vốn hóa 231 tỷ USD, cao hơn cả Amazon và eBay cộng lại. Tính đến thời điểm tháng 9 năm 2014, tập đoàn Alibaba có quy mô 20.000 nhân viên và 90 văn phòng trên toàn thế giới.